# ウチヤマセンニュウ
ウチヤマセンニュウ（内山仙入、Locustella pleskei）は、センニュウ科に分類される鳥。

## 分布
大韓民国、中華人民共和国、日本
夏季は日本や朝鮮半島周辺の島嶼等で繁殖し、冬季は中華人民共和国南部等で越冬する。日本では夏季に繁殖のため和歌山県、九州周辺の島嶼や伊豆諸島に飛来する（夏鳥）。

## 形態
全長17cm。背面は薄褐色、腹面は白い羽毛で覆われる。尾羽は長く、先端に白い斑紋が入る。
眼上部にある眉状の斑紋（眉斑）は黄白色。嘴の基部から眼を通り後頭部へ続く筋状の斑紋（過眼線）は黒い。

## 生態
小島の竹林や、丈が低い照葉樹林等に生息する。オスは縄張りを形成する。
食性は動物食で、昆虫類、節足動物等を食べる。
繁殖形態は卵生で、日本では5-6月に1回に2-5個の卵を産む。

## 人間との関係
開発による生息地の破壊等により、繁殖地は減少している。